# Robert Rossen
Robert Rossen (født 16. marts 1908 i New York City, New York, USA, død 18. februar 1966 i Hollywood, Californien, USA) var en amerikansk filminstruktør. 
Han forsøgte sig som dramatiker på Broadway før han rejste til Hollywood i 1936. Han debuterede som filminstruktør med Johnny O'Clock (Hasard, 1947) og fulgte op med Body and Soul (Lev farligt, 1947), med John Garfield som ung bokser på vej mod toppen. Et gennembrud blev All the King's Men (Alle kongens mænd, 1949) som handler om politisk korruption. The Hustler (Hajen, 1961), med handling fra billardmiljø, har Paul Newman i hovedrollen.